# Palthis lineata
Palthis lineata là một loài bướm đêm trong họ Noctuidae.